# (7420) Buffon
Pour les articles homonymes, voir Buffon.
(7420) Buffon est un astéroïde de la ceinture principale.

## Description
(7420) Buffon est un astéroïde de la ceinture principale. Il fut découvert par Eric Walter Elst le 4 septembre 1991 à l'ESO. Il présente une orbite caractérisée par un demi-grand axe de 2,43 UA, une excentricité de 0,153 et une inclinaison de 1,41° par rapport à l'écliptique.
Il fut nommé en hommage au naturaliste français Georges-Louis Leclerc de Buffon (1707-1788), connu sous le nom de Buffon.

## Compléments